# Hùng Vương, quận Hồng Bàng
Hùng Vương là một phường cũ từng thuộc quận Hồng Bàng, thành phố Hải Phòng, Việt Nam.

## Địa lý
Phường Hùng Vương có vị trí địa lý:
- Phía đông giáp phường Sở Dầu
- Phía tây giáp phường Quán Toan
- Phía nam giáp huyện An Dương
- Phía bắc giáp huyện Thủy Nguyên.

Phường Hùng Vương có diện tích 4,32 km², dân số năm 2023 là 15.267 người, mật độ dân số đạt 3.534 người/km².

## Hành chính
Phường Hùng Vương được chia thành 12 tổ dân phố: An Trì, Cam Lộ 1, Cam Lộ 2, Cam Lộ 3, Cam Lộ 4, Cam Lộ 5, Cam Lộ 6, Đường 5/1, Đường 5/2, Đường 5/3, Quỳnh Cư 1, Quỳnh Cư 2.

## Lịch sử
Phường Hùng Vương trước đây vốn là xã Hùng Vương thuộc huyện An Hải cũ gồm có 3 làng: Cam Lộ, An Trì, Quỳnh Cư hợp lại.
Ngày 23 tháng 11 năm 1993, Chính phủ ban hành Nghị định số 89-CP về việc:
- Sáp nhập xã Hùng Vương thuộc huyện An Hải vào quận Hồng Bàng.
- Thành lập phường Hùng Vương trên cơ sở toàn bộ xã Hùng Vương.

Ngày 20 tháng 7 năm 2022, HĐND TP. Hải Phòng ban hành Nghị quyết số 26/NQ-HĐND về việc:
- Thành lập tổ dân phố An Trì trên cơ sở tổ dân phố An Trì 1 và tổ dân phố An Trì 2.
- Thành lập tổ dân phố Đường 5/1 trên cơ sở tổ dân phố Đường 5/1 và tổ dân phố Đường 5/2.
- Thành lập tổ dân phố Đường 5/2 trên cơ sở tổ dân phố Đường 5/3 và tổ dân phố Đường 5/4.
- Thành lập tổ dân phố Đường 5/3 trên cơ sở 3 tổ dân phố: Đường 5/5, Đường 5/6, Đường 5/7.
- Thành lập tổ dân phố Quỳnh Cư 1 trên cơ sở tổ dân phố Quỳnh Cư 1, tổ dân phố Quỳnh Cư 2 và một phần của tổ dân phố Quỳnh Cư 4.
- Thành lập tổ dân phố Quỳnh Cư 2 trên cơ sở tổ dân phố Quỳnh Cư 3 và một phần của tổ dân phố Quỳnh Cư 4.
- Thành lập tổ dân phố Cam Lộ 1 trên cơ sở tổ dân phố Cam Lộ 1 và một phần của tổ dân phố Cam Lộ 3.
- Thành lập tổ dân phố Cam Lộ 2 trên cơ sở tổ dân phố Cam Lộ 2, tổ dân phố Cam Lộ 4 và một phần của tổ dân phố Cam Lộ 3.
- Thành lập tổ dân phố Cam Lộ 3 trên cơ sở tổ dân phố Cam Lộ 7 và tổ dân phố Cam Lộ 9.
- Đổi tên tổ dân phố Cam Lộ 8 thành tổ dân phố Cam Lộ 4.

Ngày 16 tháng 6 năm 2025, Ủy ban Thường vụ Quốc hội ban hành nghị quyết sắp xếp đơn vị hành chính cấp xã của thành phố Hải Phòng năm 2025. Theo đó, toàn bộ diện tích tự nhiên, quy mô dân số của phường Hùng Vương được sắp xếp với toàn bộ diện tích tự nhiên, quy mô dân số của các phường Hoàng Văn Thụ, Minh Khai, Phan Bội Châu, Thượng Lý, Sở Dầu, và một phần diện tích tự nhiên của phường Gia Viên thành phường mới có tên gọi là phường Hồng Bàng.

## Xã hội
Giáo dục: Trường tiểu học Hùng Vương, THCS Hùng Vương, Xanh Tuệ Đức, Cao Đẳng Nghề Kỹ thuật Bắc Bộ, Nhật ngữ Linh Anh và các cơ sở đào tạo khác,...
Y tế: Bệnh viện Phụ sản Hải Phòng cơ sở 2.

## Văn hóa
Trên địa bàn phường có các đình chùa của 3 làng cũ, đó là chùa Hà Lai (Cam Lộ), chùa Sùng Hưng (An Trì) và chùa Quỳnh Cư, trong đó Thành Hoàng làng Cam Lộ xưa là ngài Nguyễn Trung Thành, hiện được thờ vị tại đình Cam Lộ.